# Боложівка

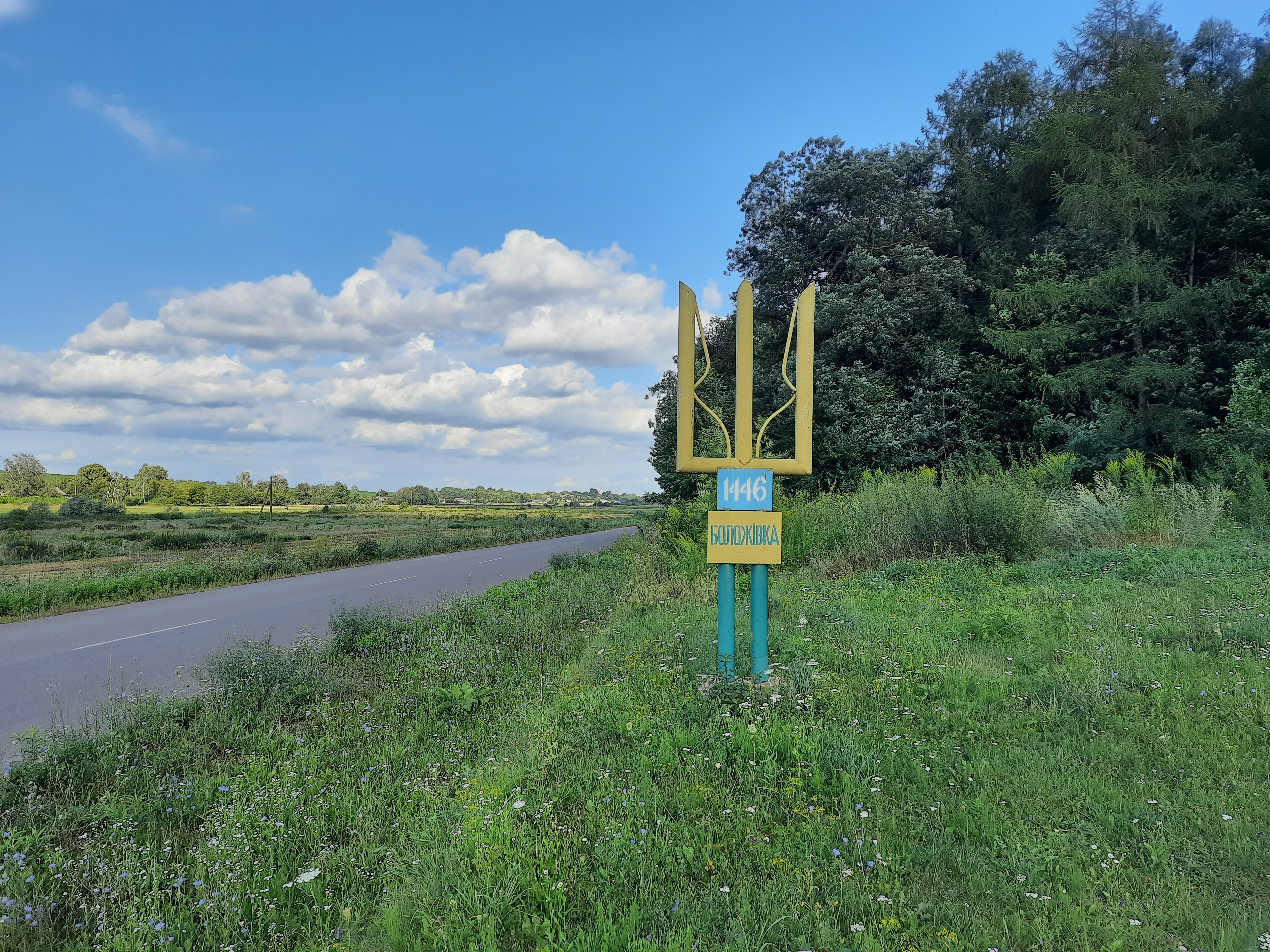
Знак при в'їзді в село

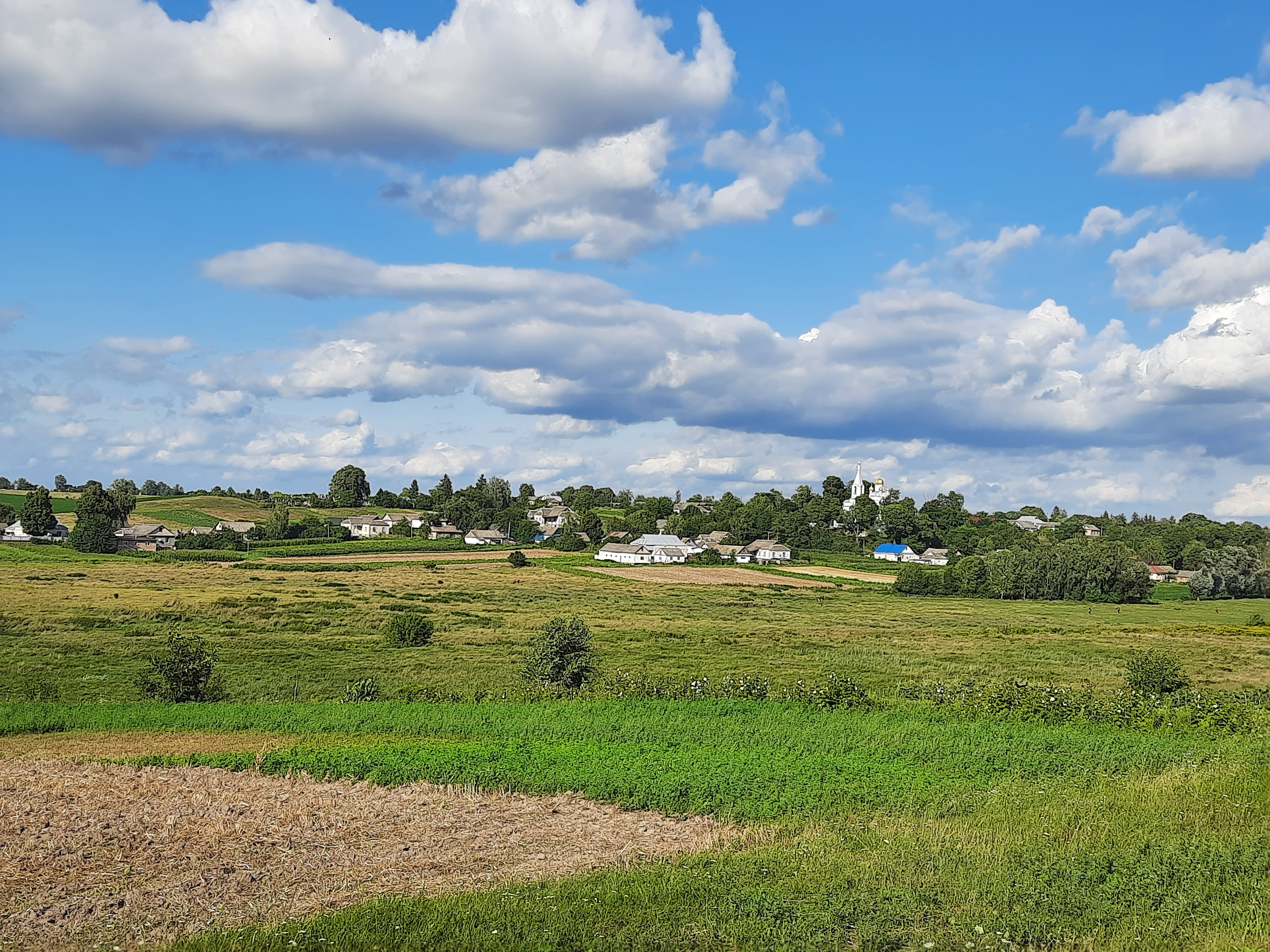
Вигляд на село

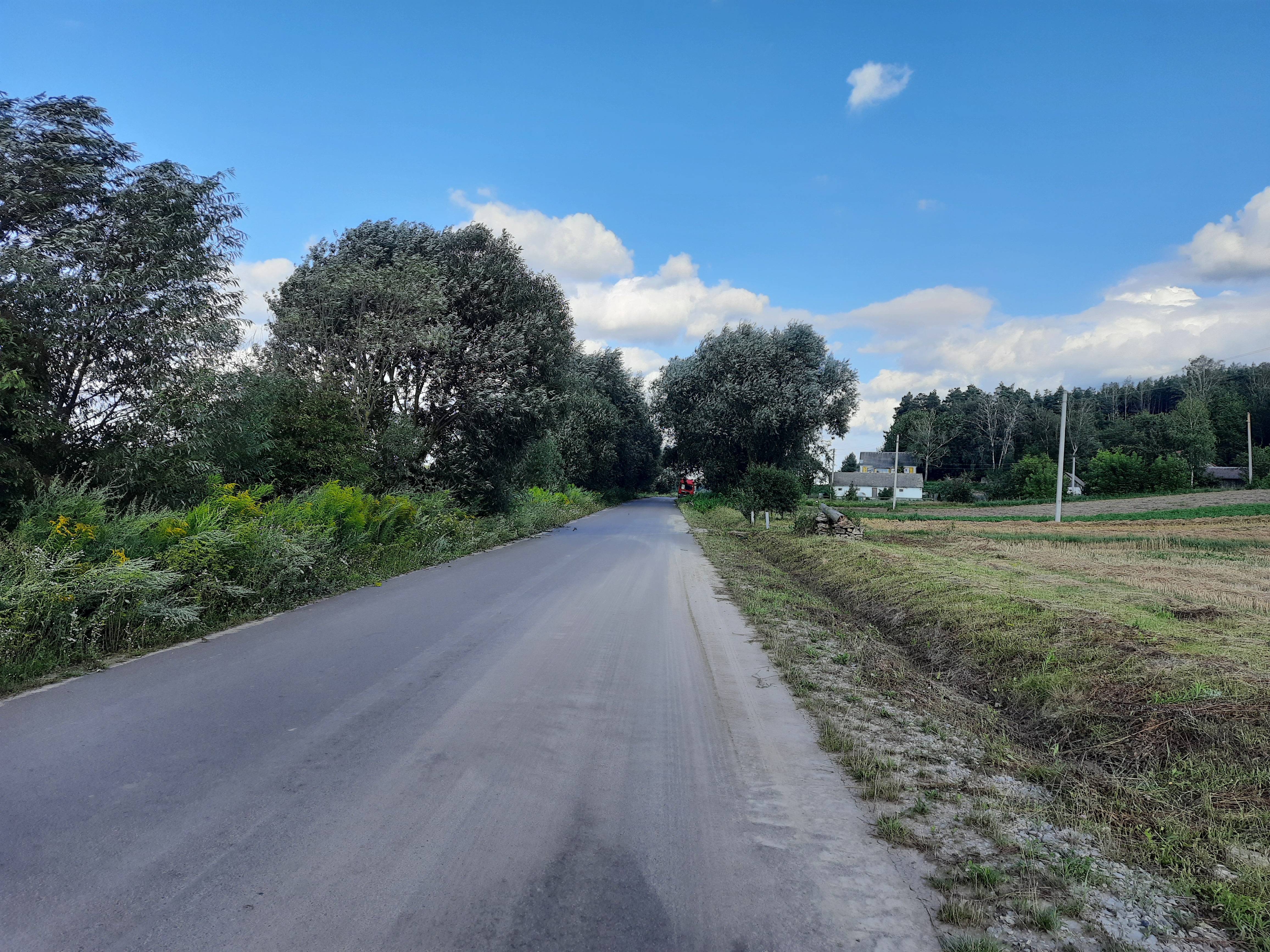
Околиця села

Боложі́вка — село в Україні, у Шумській міській громаді Кременецького районуТернопільської області. Розташоване на річці Боложівка, на сході району. Населення — 738 осіб (2022). 

## Історія
Перша писемна згадка — 1446 (грамота князя Свидригайла). Дата 14 липня 1446 року вважається датою заснування села.
Історичні джерела вказують на те, що в VII ст. на території Волині проживало слов'янське плем'я дулібів. В IX ст. плем'я дулібів стало називатися волинянами.
В 1392 році литовський князь Свидригайло одержав від короля Ягайла поселення в Кременецькому, Луцькому та інших повітах. 14 липня 1446 року Свидригайло видав грамоту Єло-Малинському на подарунок йому території села.
Вже перші поселенці Боложівки не були вільними. В другій половині XV ст. — в першій половині XVI ст. панщина доходила до двох днів на тиждень з лану або волоки (волока — 21,3 га). В XVI ст. панщина тривала до трьох днів на тиждень від волоки. Крім панщини, поселенці виконували ряд державних повинностей. Після Люблінської унії 1569 року Шумщина у складі Волині потрапляє під владу шляхетської Польщі. Згідно з поборовим реєстром (списком) Волинського повіту Боложівка з 1545 до 1570 року належала до володінь Степана (Боговитиновича) Шумського.
Починаючи з 1603 року до середини XVIII ст. с. Боложівка разом із іншими землями Шумщини відноситься до земель Єло-Малинських. Пізніше селом володіють пани Сосновські (існує версія, що їм продали село Малинські). Пізніше жителі села були підвладні новим власникам — Октавію Фальковському.  
За результатами Андрусівського перемир'я 1667 року Боложівка залишається під владою Польщі. Панщина в цей час доходила вже до 5 днів на тиждень. В 1732 році в селі була побудована дерев'яна церква Покрови Божої Матері.
З 1860 року в селі діяла церковно-парафіяльна школа, у якій працював один вчитель (переважно священник) та навчалося 30-40 дітей.
У 1867 році була побудована капличка Святого Андрія.
Наприкінці XIX ст.- на початку XX ст. господарем села був граф Чесновський, у якого налічувалося 341 га землі, всього село мало в наявності 1113 га землі. В селі проживало 831 житель і було 127 дворів. В кінці вулиці Київська у 1884 році знаходився постоялий двір, через який проходила поштова дорога Луцьк-Теофіполь (одночасно двір міг прийняти до 20 екіпажів). На початку села (неподалік від теперішнього Вигону) був розміщений шинок, який користувався великою популярністю у подорожніх з Житомирської траси.
У 1909 році на місці старої дерев'яної церкви Покрови Божої Матері за підтримки священика Якима Левицького та парафіян с. Боложівка побудована нова церква, яка існує досі.
У 1913—1914 роках через село було прокладено залізницю (вузькоколійку), яка тягнулася від Ямполя через Дедеркали, Боложівку, Остріг на Київ. По цій залізниці перевозили військові вантажі, поранених солдатів Антанти. Ця залізниця тягнулася паралельно теперішній вулиці Придатки.
У 1917 році в селі відбувалися революційні виступи. У 1921 році село переходить під владу панської Польщі. На сході та південному сході воно межувало із Радянською Україною. Там же проходив кордон і знаходилася польсько-радянська стражниця. В Боложівці стояв польський пограничний ескадрон, у селі проживали польські офіцери із сім'ями. Населення села становило 1430 чоловік.
1 липня 1925 року в селі відбулася велика пожежа.
На 1936 рік село входило до ґміни Шумськ Кременецького повіту.
У вересні 1939 року село, як і всі західноукраїнські землі, було приєднане до радянської України, створено сільську раду (перший секретар — Степ'юк Іван).
Протягом 1939—1942 років частина населення села була репресована та вивезена в Сибір, Північний Казахстан. На території села в 1940 році створюється два колгоспи: імені Комінтерну (голова колгоспу — Швець Данило) та імені Червоної Зірки (голова — Лопацький Полікарп).
У роки ІІ Світової війни у боях брало участь 126 жителів села, 55 з них загинули. Частина боложівчан вступили в ряди ОУН-УПА. Одним із таких був Руденький Юзек, який мав вищу освіту, здобуту в Англії, був писарем УПА «Південь», загинув у 1952 році. Значна кількість людей була вивезена примусово на роботу в Німеччину.
Від 1 липня 1941 до 15 березня 1944 року село окуповували угорські війська. Влітку 1943 року через село проходило з'єднання Сидора Ковпака, поблизу діяв радянський загін під командуванням Антона Одухи.
15 березня 1944 року село було звільнено частинами Радянської Армії від фашистського поневолення. У 1949 році замість 283 одноосібних і господарств на території сіл Сураж, Боложівка створюється колгосп «Перемога», а з 1964 року — «Маяк», з 1976 року — «Здобуток Жовтня» (пізніше колгосп «ім. Леніна»). В 1992 році село від'єднується від колгоспу «Ім. Леніна» і на території села утворене колективне сільськогосподарське підприємство «Маяк».
В 1958 році закінчено в селі електрифікацію і радіофікацію.
В 1967 році в селі побудували типовий дитячий садок, де згодом розмістився торговий центр.
В 1969 році в с. Боложівка сталася пожежа, під час якої згорів панський маєток.
1996 рік — проведено розпаювання сільськогосподарських угідь села Боложівка.
Наприкінці 2004 року з ініціативи жителів села розпочинається робота з газифікації села. 15 листопада 2006 року було завершено та відкрито газопостачання в село.
В 2015 р. в результаті державної реформи щодо децентралізації влади Боложівка ввійшло до Шумської об'єднаної територіальної громади. Відбуваються процеси щодо покращення соціально-економічного становища села: освітлення вулиць, забезпечення водопостачанням окремих вулиць.
12 червня 2020 року, відповідно до розпорядження Кабінету Міністрів України № 724-р «Про визначення адміністративних центрів та затвердження територій територіальних громад Тернопільської області» увійшло до складу Шумської міської громади.
19 липня 2020 року, в результаті адміністративно-територіальної реформи та ліквідації Шумського району, село увійшло до складу Кременецького району.

## Пам'ятки
Церква святої Покрови (1909; кам'яна), церква-капличка святого Миколая.

## Пам'ятники
Споруджено пам'ятник полеглим у німецько-радянській війні воїнам-односельцям (1990).

## Соціальна сфера
Діють загальноосвітня школа І-ІІ ступенів, будинок культури, бібліотека, ФАП, торговельний заклад.
В 1972 році в Боложівці побудували нову восьмирічну школу із шкільною майстернею та їдальнею.
1979 рік — відкрито новий Будинок культури, у якому розмістилася бібліотека, згодом поштове відділення.
2012 року було реконструйовано та відкрито дитячий садочок «Капітошка».

## Населення

### Мова
Розподіл населення за рідною мовою за даними перепису 2001 року:
| Мова       | Кількість | Відсоток |
| ---------- | --------- | -------- |
| українська | 892       | 99.66%   |
| білоруська | 2         | 0.22%    |
| російська  | 1         | 0.12%    |
| Усього     | 895       | 100%     |

## Постаті
- Анін Іван Аркадійович (1998—2022) — солдат Національної гвардії України, учасник російсько-української війни